# Lipopolisaharid
Lipopolisaharid (okrajšano LPS) je kompleks lipida in polisaharida, ki je v steni gramnegativnih bakterij. Če se sprosti v kri kot endotoksin, povzroči zvišano telesno temperaturo, v večji količini pa septični šok; aktivira sistem komplementa, inducira tvorbo citokinov, deluje citotoksično na cerebralni mikrovaskularni endotelij (notranjo plast majhnih žil v možganih) in povzroča tvorbo različnih sekundarnih obveščevalcev. Hkrati pa lipopolisaharidi otežujejo vstop nekaterim antibiotičnim učinkovinam v bakterijsko celico.

## Sestava
Lipopolisaharidna molekula je sestavljena iz treh delov: 
1. antigen O (ali polisaharid O)
2. osrednji oligosaharid
3. lipid A

### Antigen O
Antigen O, polisaharid O ali stranska veriga O je ponavljajoči se glikanski polimer. Pripet je na oligosaharid sredice in predstavlja najbolj zunanji del molekule LPS. Sestava antigena O se razlikuje od bakterijskega seva do seva. Na primer samo pri različnih sevih bakterije E. coli obstaja več kot 160 različkov antigena O. Prisotnost ali odsotnost antigena O odloča o tem, ali je lipopolisaharid opredeljen kot hrapav ali gladek. Verige antigena O s celotno dolžino napravijo lipopolisaharide gladke, če je antigen O odsoten ali skrajšan, pa govorimo o hrapavih LPS. Bakterije s hrapavimi lipopolisaharidi so praviloma bolj prepustne za hidrofobne antibiotike, saj so hrapavi LPS bolj hidrofobni. Antigen O je izpostavljen kot najbolj zunanji del bakterijske celice in zato predstavlja tarčo za gostiteljeva protitelesa.

### Sredica
Sredični del lipopolisaharida vselej vsebuje oligosaharidno strukturo, pripeto neposredno na lipid A. Kot sladkorno komponento običajno vsebuje heptozo in 3-deoksi-D-manooktulosonično kislino (znano tudi kot keto-deoksioktulozonat). Sredični del lipopolisaharidov pri številnih bakterijah vsebuje tudi neogljikovodikove komponente, na primer fosfate, aminokisline in etanolaminske substituente.

### Lipid A
Lipid A je v normalnih okoliščinah fosforiliran glukozaminski disaharid s številnimi vezanimi maščobnimi kislinami. S temi hidrofobnimi maščonikislinskimi verigami je zasidran v bakterijsko membrano, preostanek lipopolisaharida pa štrli iz nje. Lipid A je odgovoren za večji del toksičnosti gramnegativnih bakterij. Če pride do lize bakterijskih celic pod vplivom imunskega sistema, se delčki membrane, ki vsebujejo lipid A, sprostijo v krvni obtok in povzročijo vročino, drisko in življenjsko ogrožajoč endotoksični (septični) šok.